# 心 (1972年のテレビドラマ)
『心』（こころ）は、1972年4月9日にTBSの『東芝日曜劇場』枠で放送されたテレビドラマ。同枠累計800回記念の作品として放送された。全1話。

## キャスト
- ふゆ：杉村春子
- なつ：森光子
- 沢田雅美
- あおい輝彦
- 山本聡
- 村瀬幸子
- 東恵美子
- 清水俊男
- 佐藤耀子
- 肥土尚弘
- 森康子
- 河村祐三子
- 二宮さよ子
- 北条清
- 藤園貴巳子
- 荻野達也
- 石井ふく子
- バニーズ

## スタッフ
- 作：橋田壽賀子
- プロデューサー：石井ふく子
- 演出：鴨下信一
- 制作：TBS